# Halkahavlu, Kırkağaç
Halkahavlu là một xã thuộc huyện Kırkağaç, tỉnh Manisa, Thổ Nhĩ Kỳ. Dân số thời điểm năm 2011 là 210 người.